# Psychotria choriophylla
Psychotria choriophylla är en måreväxtart som beskrevs av Paul Carpenter Standley. Psychotria choriophylla ingår i släktet Psychotria och familjen måreväxter. Inga underarter finns listade i Catalogue of Life.